# Ордоньес, Айзек
А́йзек Ордо́ньес (англ. Isaac Ordonez; род. 15 апреля 2009, Лос-Анджелес, Калифорния, США) — американский актёр, наиболее известный по роли Пагсли Аддамса в сериале «Уэнздей».

## Ранние годы
Ордоньес родился 15 апреля 2009 года в Лос-Анджелесе, штат Калифорния. В три года, увидев фильм «Звёздные войны», он решил стать актёром. Этот фильм сильно повлиял на него и стал ключевым моментом в его детстве, определив его карьеру.

## Карьера
Ордоньес начал актёрскую карьеру в 2018 году, сыграв небольшую роль в научно-фантастическом фильме «Излом времени». В том же году он появился в музыкальном клипе дуэта Chromeo на песню «Must've Been». После этого последовали роли в нескольких короткометражных фильмах, а также в фильме «Краски».
В сентябре 2021 года Ордоньес получил второстепенную роль Пагсли Аддамса в сериале «Уэнздей», режиссёром и исполнительным продюсером которого является Тим Бёртон. Для подготовки к роли он изучал предыдущие адаптации «Семейки Аддамс», чтобы глубже понять манеры и характер своего персонажа. Премьера первого сезона сериала состоялась 23 ноября 2022 года. Во втором сезоне «Уэнздей», Ордоньес стал частью основного актёрского состава.

## Личная жизнь
Ордоньес мечтает сыграть злодея и сняться в фильме франшизы «Звёздные войны», а также поработать с такими известными актёрами, как Оскар Айзек, Педро Паскаль, Крис Пратт, и режиссёром Стивеном Спилбергом.
Увлекается игрой на электрогитаре, предпочитая рок и метал. Его любимые альбомы — «Nevermind» группы Nirvana, «Ride The Lightning» группы Metallica, а также «Iowa» и дебютный альбом Slipknot. С детства он был очарован творчеством Тима Бёртона, особенно фильмом «Труп невесты». Помимо фильмов Бёртона, среди его любимых — «Балбесы», «Назад в будущее» и супергеройские фильмы киновселенной Marvel.
Ордоньес находится на домашнем обучении.

## Фильмография

### Кино
| Год  |     | Русское название | Оригинальное название | Роль               |
| ---- | --- | ---------------- | --------------------- | ------------------ |
| 2018 | ф   | Излом времени    | A Wrinkle in Time     | Чарльз Уоллес Дабл |
| 2019 | кор | Джуд             | Jude                  | Матео              |
| 2020 | кор | —                | Psycho Sally          | Диего              |
| 2020 | кор | —                | Dispara Y Mata        |                    |
| 2021 | ф   | Краски           | Color Box             | друг Марио         |
| 2022 | кор | —                | Husky                 | Брайан             |

### Телевидение
| Год          |   | Русское название | Оригинальное название | Роль          |
| ------------ | - | ---------------- | --------------------- | ------------- |
| 2022 — н. в. | с | Уэнздей          | Wednesday             | Пагсли Аддамс |

### Музыкальные видео
| Год  | Название     | Ссылка | Артист                   |
| ---- | ------------ | ------ | ------------------------ |
| 2018 | Must've Been |        | Chromeo (feat. D.R.A.M.) |